# Klinika Oczna
Klinika Oczna. Acta Ophthalmologica Polonica – naukowe czasopismo okulistyczne, organ Polskiego Towarzystwa Okulistycznego. Kwartalnik. 

## Historia
Czasopismo kontynuuje tradycje Postępu Okulistycznego - pierwszego polskiego periodyku okulistycznego założonego i wydawanego od końca stycznia 1899 roku własnym sumptem przez Bolesława Wicherkiewicza w Krakowie. Pismo B. Wicherkiewicza zawierało prace oryginalne, opisy kliniczne, informacje o nowych narzędziach i lekach, streszczenia prac zagranicznych, sprawozdania z wydarzeń środowiska lekarskiego, bibliografię fachową i inne. Postępy... były wydawane do 1914 roku. Pismo zostało wznowione w 1923 roku przez Kazimierza Noiszewskiego pod nową nazwą Klinika Oczna. 
Po K. Noiszewskim kolejnymi redaktorami naczelnymi od 1931 roku byli: 
- Władysław Melanowski,
- Witold Jan Orłowski,
- Józef Kałużny (1980–1992),
- Maria Starzycka,
- Andrzej Stankiewicz (2002–2012)
- Jacek Szaflik (2012–2019)

Od roku 2019 redaktorem naczelnym jest Marcin Stopa.
Pismo nie ma współczynnika wpływu Impact Factor (IF). W polskim wykazie czasopism punktowanych przez Ministerstwo Nauki i Szkolnictwa Wyższego czasopismo otrzymało kolejno: 6 pkt (w latach 2013-2014), 10 pkt (2015-2016) oraz 40 pkt (2019). Według Index Copernicus pismo ma parametr 105,33 (ICV 2018). Od 2016 roku czasopismo nie jest indeksowane w bazie Medlinie (PubMed).
W międzynarodowym rankingu SCImago Journal Rank (SJR) mierzącym wpływ i znaczenie poszczególnych czasopism naukowych „Klinika Oczna" została w 2018 sklasyfikowana na 109. miejscu wśród czasopism okulistycznych.